# Mercedes-Benz Cito
Mercedes-Benz Cito (typové označení O 520) je model nízkopodlažního midibusu, vyráběný v letech 1999 až 2003 společností EvoBus (dnes Daimler Buses). Má velmi netradičně řešený pohon, a to na principu elektrického přenosu výkonu. Dieselový motor nad zadní nápravou pohání generátor, ze kterého se přenáší elektrická energie do trakčního motoru, pohánějícího zadní nápravu. Bylo plánováno, že bude později vybaven hybridním pohonem nebo palivovým článkem.

## Galerie

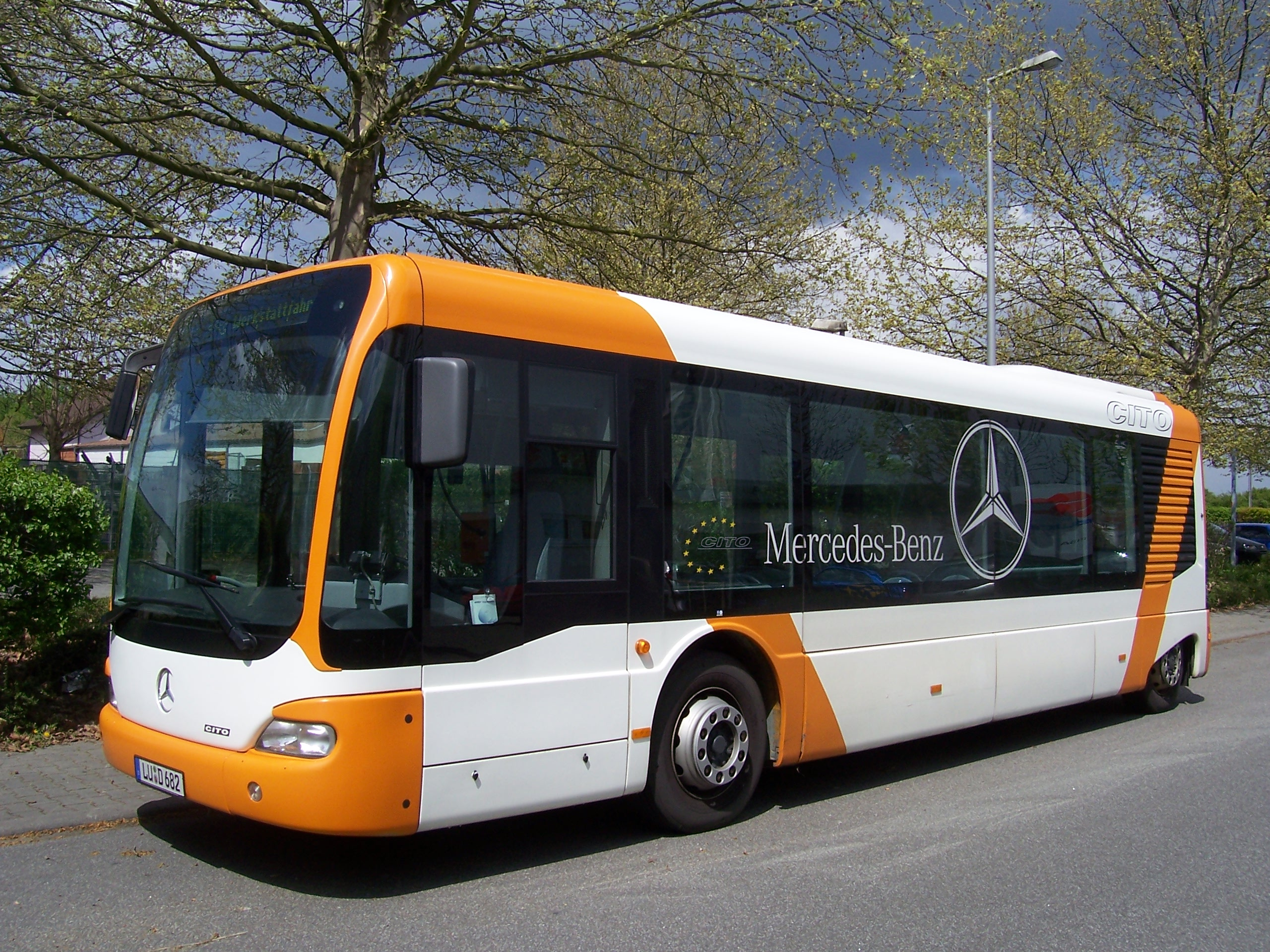
Mercedes-Benz Cito v Mannheimu
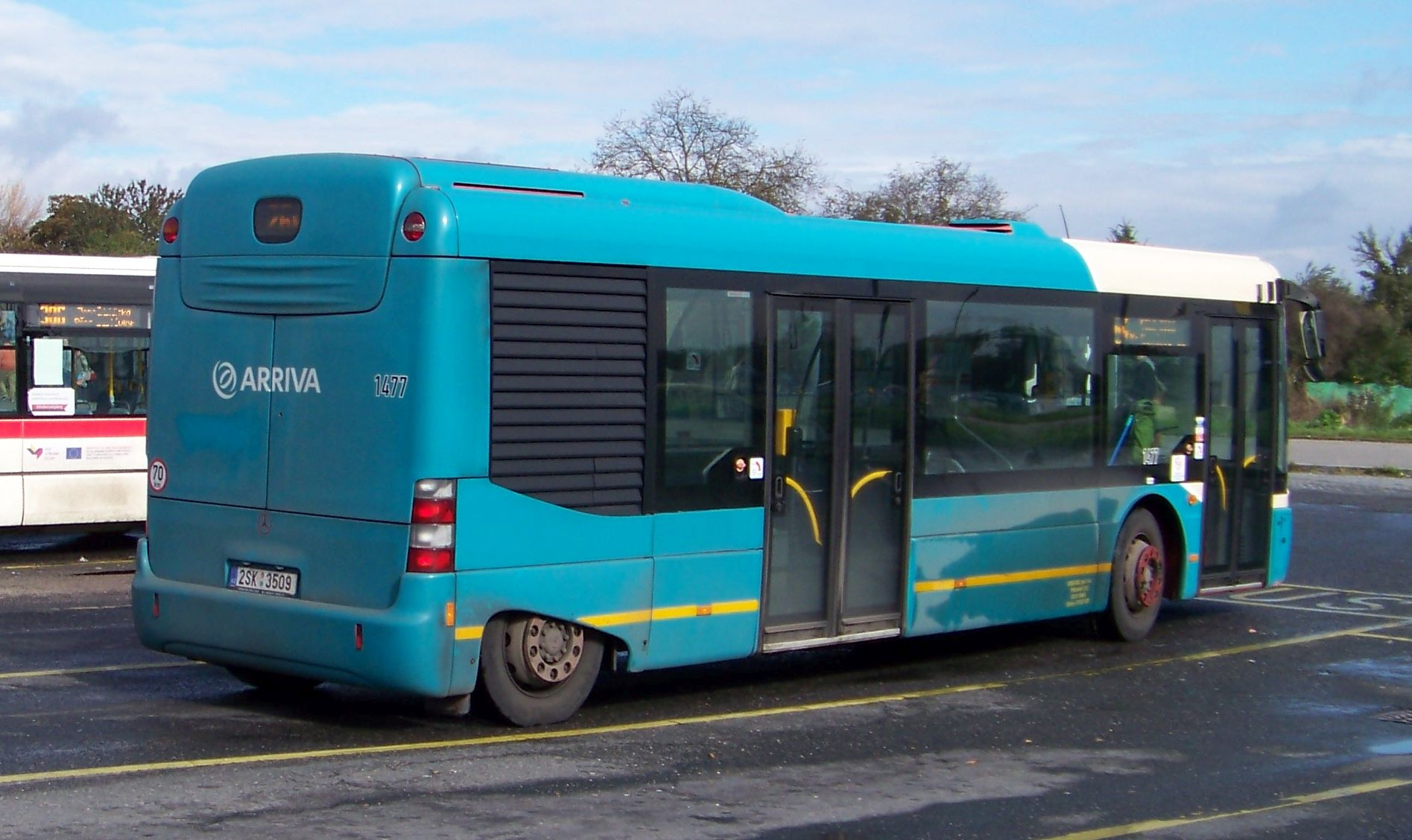
Mercedes-Benz Cito v Praze
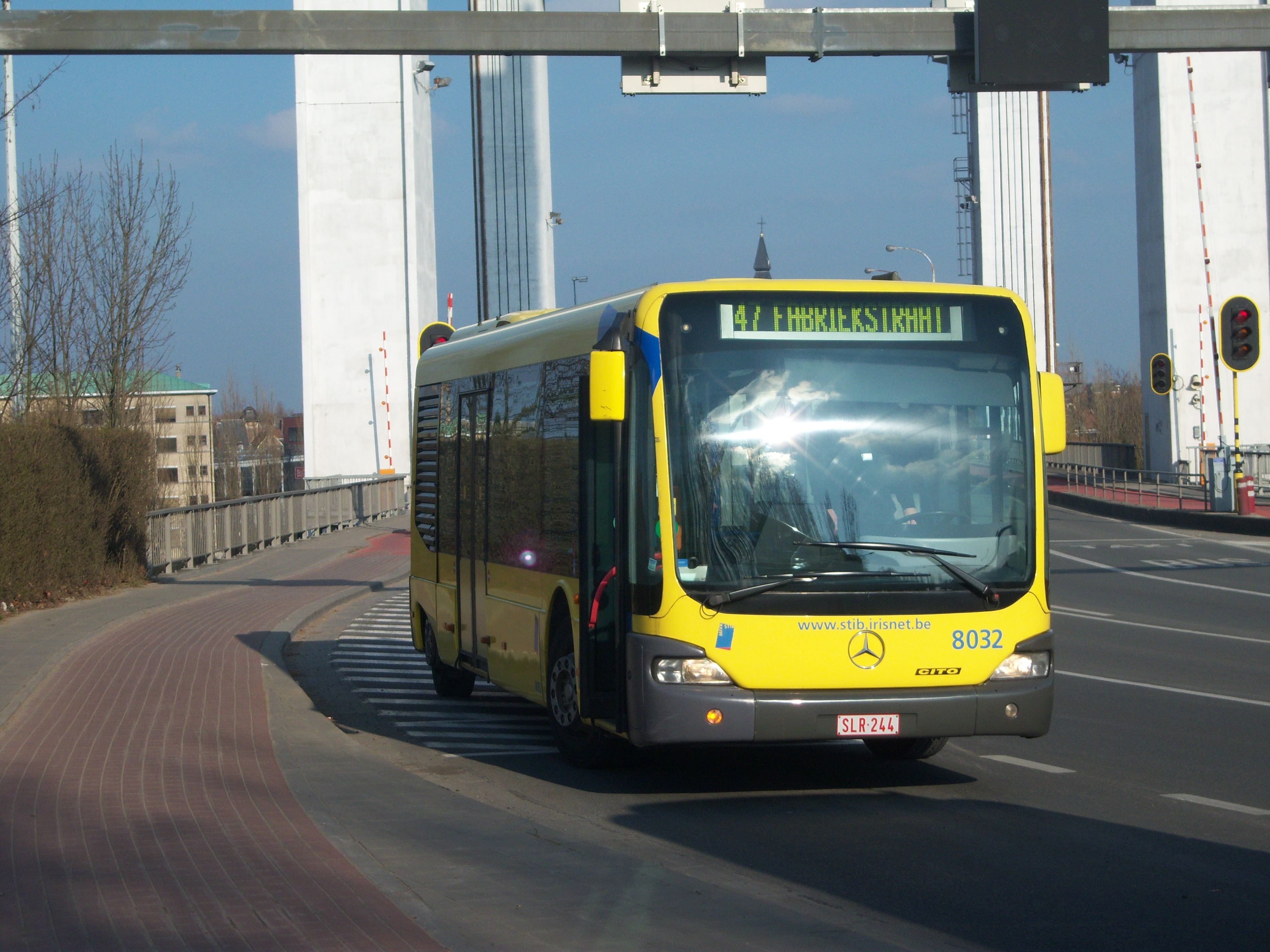
Přední pohled
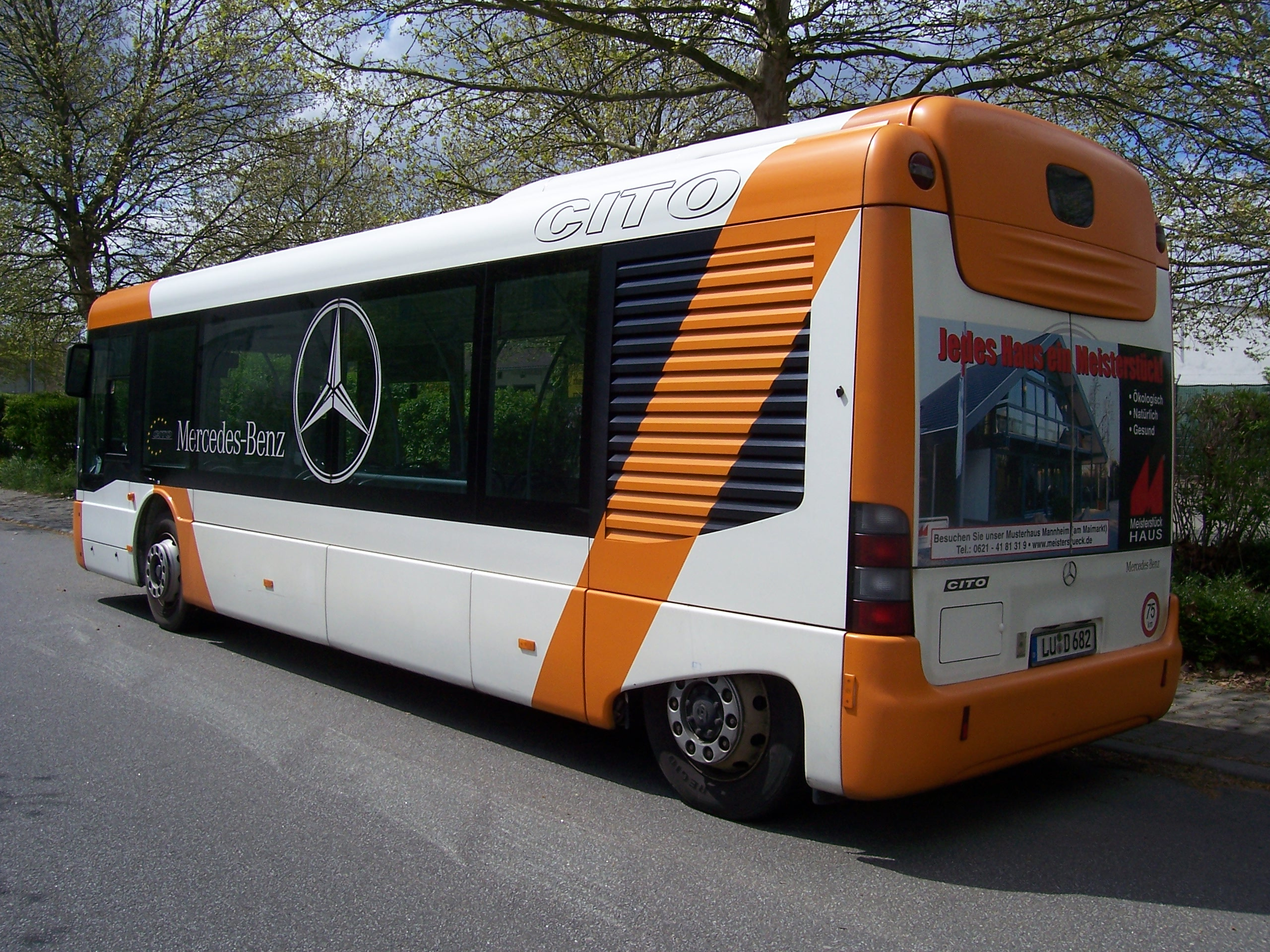
Zadní pohled
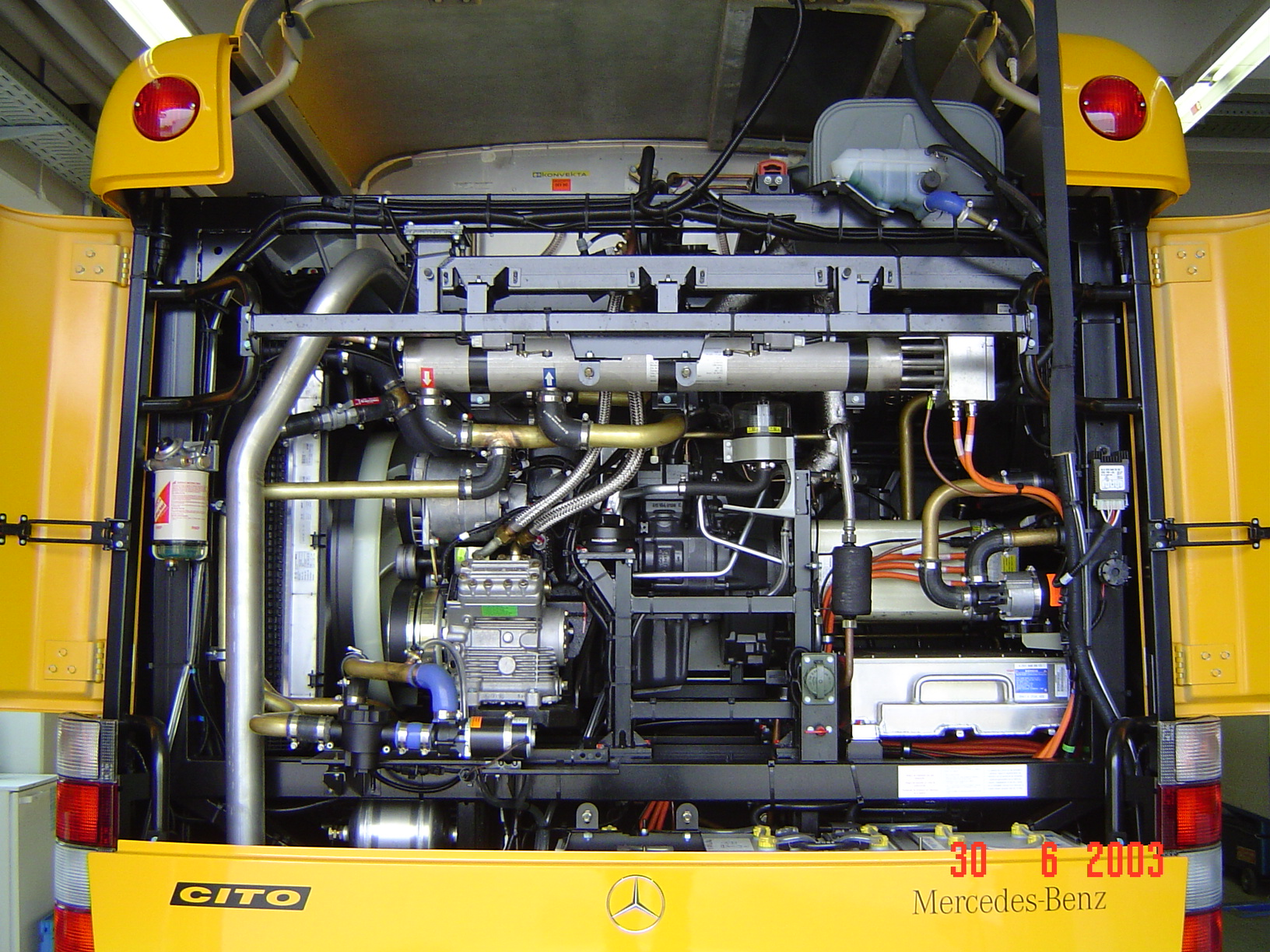
Pohled na motor